# Спинамара (Потенца)
Спинамара (итал. Spinamara) је насеље у Италији у округу Потенца, региону Базиликата.
Према процени из 2011. у насељу је живело 14 становника. Насеље се налази на надморској висини од 904 м.